# Consejo de Ministros de la República Socialista Soviética de Lituania
El Consejo de Ministros de la República Socialista Soviética de Lituania (en lituano: Lietuvos TSR Ministrų Taryba, en ruso: Совет Министров Литовской ССР) era el máximo órgano ejecutivo y administrativo de la República Socialista Soviética de Lituania, una de las repúblicas de la Unión Soviética. Su estructura y funciones estaban basadas en el Consejo de Ministros de la Unión Soviética. El Consejo de Ministros estaba formado por un presidente, un primer vicepresidente, vicepresidentes, ministros y presidentes de los comités estatales. El presidente del consejo era el segundo en rango después del Primer Secretario del Partido Comunista de la RSS Lituania.

## Historia
Después de la anexión soviética de Lituania en junio de 1940, Vladímir Dekanózov organizó un gobierno de transición, conocido como el Gobierno Popular de Lituania, y organizó elecciones para el Seimas Popular (parlamento). Durante su primera sesión, el parlamento proclamó la creación de la República Socialista Soviética de Lituania y solicitó su admisión a la Unión Soviética. El 3 de agosto de 1940 se aceptó la petición. El 25 de agosto se adoptó una nueva constitución, basada en la Constitución Soviética de 1936, y el Gobierno Popular fue reemplazado por el Consejo de Comisarios del Pueblo.
En junio de 1941, tras la invasión alemana de la Unión Soviética, el Consejo fue evacuado al interior de la RSFSR y quedó inactivo. Regresó en julio de 1944,  tras la victoria del Ejército Rojo en la Operación Bagratión. En marzo de 1946, el Consejo de Comisarios del Pueblo fue reemplazado por Consejo de Ministros como parte del cambio de nombre del gobierno soviético a todas sus organizaciones. Debido a la falta de comunistas lituanos confiables, llegaron funcionarios de etnia rusa a varios puestos en los ministerios. En 1947, alrededor de un tercio de los ministros más la mayoría de los viceministros eran rusos.
De acuerdo con la constitución, el Consejo fue designado por el Sóviet Supremo de la RSS de Lituania durante su primera sesión posterior a las elecciones por un período de cuatro años (luego de cinco años).  El Consejo era responsable ante el Sóviet Supremo, y durante el periodo entre sesiones, ante su Presídium.  
Si bien los ministerios, sus nombres y funciones cambiaban con frecuencia, los ministros tendían a tener mandatos prolongados, como el ministro de Finanzas, Romualdas Sikorskis, quien sirvió 37 años (1953–90), el ministro de Comunicaciones Kostas Onaitis (18 años; de 1968 hasta 1986), el ministro de Justicia Pranas Kūris (13 años, 1977–90), etc.  Los ministerios estaban organizados en base a los Ministerios de la Unión Soviética. Por ejemplo, en 1957, Nikita Jrushchov introdujo el Sovnarjoz y abolió muchos ministerios a cargo de la industria. La reforma fue deshecha y los ministerios fueron restablecidos durante la reforma económica soviética de 1965.

## Lista de Presidentes
| N.º | Presidente | Presidente           | Partido político | Partido político  | Tenencia                                      |
| --- | ---------- | -------------------- | ---------------- | ----------------- | --------------------------------------------- |
| 1   |            | Mečislovas Gedvilas  |                  | Partido Comunista | Marzo de 1946 - 10 de enero de 1956           |
| 2   |            | Motiejus Šumauskas   |                  | Partido Comunista | 16 de enero de 1956 - 14 de abril de 1967     |
| 3   |            | Juozas Maniušis      |                  | Partido Comunista | 14 de abril de 1967 - 16 de enero de 1981     |
| 4   |            | Ringaudas Songaila   |                  | Partido Comunista | 16 de enero de 1981 - 18 de noviembre de 1985 |
| 5   |            | Vytautas Sakalauskas |                  | Partido Comunista | 18 de noviembre de 1985 - 11 de marzo de 1990 |